# Síla srdce
Síla srdce (v anglickém originále A Mighty Heart) je americký dramatický film z roku 2007. Režisérem filmu je Michael Winterbottom. Hlavní role ve filmu ztvárnili Dan Futterman, Angelina Jolie, Will Patton, Alyy Khan a Archie Panjabi.

## Ocenění
Angelina Jolie byla za svou roli v tomto filmu nominována na Zlatý glóbus a SAG Award.

## Obsazení
| Dan Futterman   | Daniel Pearl    |
| Angelina Jolie  | Mariane Pearl   |
| Will Patton     | Randall Bennett |
| Alyy Khan       | šejk Omar       |
| Archie Panjabi  | Asra Nomani     |
| Gary Wilmes     | Steve LeVine    |
| William Hoyland | John Bauman     |
| Denis O’Hare    | John Bussey     |